# Вонгродский, Виталий Антонович
Виталий Антонович Вонгродский (Вонгродзский) (1855 — ?) — русский врач, видный организатор здравоохранения в Сибири.

## Биография
Родился в Енисейской губернии 10 апреля 1855 года, потомственный дворянин.
Первоначально учился в Томской гимназии, затем окончил в 1880 году медицинский факультет Казанского университета, сдав специальный экзамен на уездного врача-эксперта. Был оставлен при университете ассистентом глазной клиники. Получил первую ученую степень лекаря.
В 1882 году Вонгродский был назначен сельским врачом Балаганского округа, оттуда переведен ординатором Иркутской губернской больницы, где служил в течение десяти лет. В ноябре 1896 года был назначен на должность Якутского областного медицинского инспектора и в апреле 1897 года приступил к выполнению обязанностей главного врача.
C сентября 1897 года преподавал медицину в Духовной семинарии. С октября этого же года — почетный мировой судья Якутского областного суда. В январе 1898 года «всемилостивейшим соизволением Государыни Императрицы Марии Федоровны» В. А. Вонгродский был назначен директором Детского приюта. 6 марта 1907 года решением Главного управления Российского Красного Креста Виталий Антонович был утвержден в звании почетного члена Якутского местного управления Красного Креста.
В 1906 году за выслугу лет был произведен в чин действительного статского советника. Заслужив пенсию, переехал в Томск, где работал в качестве заведующего 3-м городским участком, затем — в округе путей сообщения. В годы Гражданской войны, в 1920 году, работал в Томской губернской больнице заведующим тифозным бараком и амбулаторией. С 1922 года — заведующий судмедэкспертизой Томского губернского отдела здравоохранения. Участник первых судебно-медицинских съездов РСФСР и СССР.
Врачом Виталий Антонович Вонгродский проработал пятьдесят лет. Был автором нескольких печатных трудов, в их числе:
1. «Положение Вилюйского выселка прокаженных»;
2. «О заболевании трахомой у бурят»;
3. «Эпидемия инфлюэнцы»;
4. «Резекция нижней челюсти и применение протеза»;
5. «Эзофаготомия при инородном теле»;
6. «Изоляционные пункты на водных путях Сибири».

В Национальном архиве РС(Я) сохранилось «Дело о службе исполняющего обязанности Якутского областного медицинского инспектора, статского советника В. А. Вонгродского», в котором значится, что он, «потомственный дворянин, уроженец Енисейской губернии, вероисповедания православного, имеет ордена Святого Станислава и Святой Анны 2-й и 3-й степеней, серебряную медаль в память царствования Императора Александра III».
Был женат на дочери потомственного почетного гражданина Евдокии Дмитриевне Демидовой, имел семь детей — Евлампия (1888), Николай (1889), Владимир (1891), Иннокентий (1893), София (1896), Вера (1897), Виталий (1899).
Якутский медицинский колледж был создан 2 сентября 1906 года по инициативе областного медицинского инспектора В.А. Вонгродского и врачей Якутской лечебницы Красного Креста. В скоре колледж был назван в честь его основателя.  